# クボタ民謡お国めぐり
クボタ民謡お国めぐり（クボタみんようおくにめぐり）は、東北地方で毎週ブロックネット放送されていた秋田テレビ制作の民謡番組。
久保田鉄工→クボタの一社提供。

## 概要
- 秋田テレビをキー局として青森テレビ、テレビ岩手、仙台放送、山形テレビ、福島中央テレビのネット系列を超えた東北6県のブロックネット[注 1]で放送されていた、全国的にも珍しい「民謡」を紹介する番組である。
- 毎年、秋田県種苗交換会に参加し公開収録を行っていた。また、秋田県以外でも民謡に関する催しがある場合などには各地域で収録をすることもあり、その場合は秋田テレビと各地域の放送局の共同制作となっていた。
- 1973年2月3日に放送が開始された長寿番組であり、伝統芸能を扱う番組としては、郷土劇場（沖縄テレビ）と並んで30年以上放送が続いていた。
- 2008年4月5日よりハイビジョン制作となった。
- 近年では民謡に取り組む人を特集するコーナーもあった。
- ネット上では、2009年4月に当番組の公式ブログが開設された他、秋田テレビの携帯公式サイトで当番組のオープニングテーマ曲が着メロとしてダウンロードできる。
- 2011年9月24日（秋田テレビなどの放送日）をもって約39年・全2014回にわたる放送に終止符を打った。
- 2015年3月より後番組の「太田胃散PRESENTS心の唄古里の唄」が3ヶ月に1回放送されている。
- 秋田県農業の最大イベント・秋田県種苗交換会では、秋田クボタの提供で「秋田クボタ民謡フェスティバル」が交換会の会場で入場無料で（整理券必要）開かれている。（放送はなし）

## ネット局
系列は放送終了時点のもの。
| 放送対象地域 | 放送局                | 系列           | 放送日時           | 備考     |
| ------------ | --------------------- | -------------- | ------------------ | -------- |
| 秋田県       | 秋田テレビ（AKT）     | フジテレビ系列 | 土曜 12:00 - 12:30 | 制作局   |
| 青森県       | 青森テレビ（ATV）     | TBS系列        | 土曜 11:00 - 11:30 | [ 注 2 ] |
| 岩手県       | テレビ岩手（TVI）     | 日本テレビ系列 | 日曜 7:30 - 8:00   |          |
| 宮城県       | 仙台放送（OX）        | フジテレビ系列 | 日曜 6:30 - 7:00   |          |
| 山形県       | 山形テレビ（YTS）     | テレビ朝日系列 | 土曜 7:00 - 7:30   | [ 注 3 ] |
| 福島県       | 福島中央テレビ（FCT） | 日本テレビ系列 | 日曜 7:30 - 8:00   |          |

- 一時期（1998年4月頃）、新潟テレビ21（テレビ朝日系・NT21→UX）土曜 6:00 - 6:30でも放送されていた[2]。
- 一時期放送されていたUX以外は、第2局目で開局した民放テレビ局で放送されていた[3]。

## 出演者
年度ごとに司会以外にもアシスタントがつく場合がある。東北各地域からの放送については、その放送局のアナウンサーやローカルタレント・地域出身の民謡歌手をつけたりすることもある。

### 番組終了時
- 谷桐子（当時秋田テレビアナウンサー、2007年4月 - 放送終了まで）
- 石垣政和（ローカルタレント、2009年4月 - 放送終了まで）

※ちなみに石垣・谷の司会コンビはかつて同局で金曜日に放送されていた『やばせ本町どまん中!』の初代司会コンビ以来、約2年ぶりとなる。
【レギュラー伴奏陣】宗家小田島会、小田島純子、二代目小田島徳旺、加藤聖明、高橋 竹仙、小田島あつみ、藤咲慶子　他
秋田テレビ公式Youtube（民謡）https://www.youtube.com/playlist?list=PL5AIQeYEkljA-Q0_izzHQqjZp_1eEDKGW

### 過去
- 鈴木陽悦（元参議院議員。当時秋田テレビアナウンサー）
- 野口仁子（当時秋田テレビアナウンサー）
- 塩田耕一（初代司会（当時秋田テレビアナウンサー）、? - 1981年、1989年 - 2005年3月）
- 石塚真人（当時秋田テレビアナウンサー、後に同社社長、1981年 - 1989年、2005年4月 - 2005年10月）
- 加藤寿一（当時秋田テレビアナウンサー、後に同番組のプロデューサーを経て、定年退職し現在同社で再雇用中）
- 浅野優子（民謡歌手/秋田担当・アシスタント、1994年 - 1997年、首都圏を中心に民謡歌手として活躍中http://yukoasano.com/）
- 藤咲慶子（民謡歌手/秋田担当・アシスタント）
- 須藤圭子（民謡歌手/秋田担当・アシスタント）
- 田中恵（民謡歌手/秋田担当・アシスタント、2004年4月 - 2005年3月）
- 小田島旺花（三味線奏者・アシスタント、1998年4月 - 1999年3月）
- 宇都宮貴子（当時秋田テレビアナウンサー）
- 井出千草（当時秋田テレビアナウンサー、2005年4月 - 2005年10月）
- 滝沢雄一（当時秋田テレビアナウンサー、2005年11月 - 2007年3月）
- 佐々木恵子（当時秋田テレビアナウンサー、2005年11月 - 2007年3月）
- 高橋朋弘（当時秋田テレビアナウンサー、2007年4月 - 2009年3月。のちに本番組の担当ADとなり、2020年にアナウンサーへ復帰、現在、報道記者）

## テーマ曲
- 秋田甚句（秋田民謡）のインストゥルメンタルが使用されていた。音源は、一般に発売されていたレコードから。